# Delta Amacuro
Delta Amacuro (hiszp. Estado Delta Amacuro) – jeden z 23 stanów Wenezueli. Stolicą stanu jest miasto Tucupita.
Stan Delta Amacuro zajmuje powierzchnię 40 200 km², w 2011 roku liczył 165 525 mieszkańców. Dla porównania, w 1970 było ich 34,3 tys.
Stan leży przy granicy z Gujaną. Pokrywa bagienny obszar delty Orinoko, z dużą ilością lasów równikowych. Eksploatowana jest balata, wydobywa się ropę naftową, uprawia ryż, trzcinę cukrową, banany, palmy kokosowe. Rybołówstwo.
Znajduje się tu Park Narodowy Mariusa.

## Gminy i ich siedziby
1. Antonio Díaz (Curiapo)
2. Casacoima (Sierra Imataca)
3. Pedernales (Pedernales)
4. Tucupita (Tucupita)